# Ben Rhodes (político)
Benjamin J. Rhodes (Nueva York, 14 de noviembre de 1977) es un escritor y comentarista político estadounidense conocido por ser ex-consejero adjunto de Seguridad Nacional de Barack Obama. Junto a Jake Sullivan, es 
copresidente de National Security Action, una ONG política. Contribuye a NBC News y MSNBC regularmente como comentarista político. Además, es colaborador de Crooked Media, copresentador de un pódcast de política exterior Pod Save the World y autor del libro The World As It Is.
Durante la administración Obama, Rhodes estuvo al frente de las negociaciones secretas con Cuba que resultaron en el anuncio del 17 de diciembre de 2014 de los presidentes Obama y Raúl Castro de que los dos países normalizarían sus relaciones. Rhodes viajó a Canadá y el Vaticano para las conversaciones con Cuba acerca del intercambio de prisioneros que llevaría a la 
liberación de Alan Gross y de un agente de inteligencia estadounidense, junto con la decisión de restablecer relaciones diplomáticas entre Cuba y Estados Unidos. En su libro, Rhodes reveló que su contraparte negociadora fue Alejandro Castro, el hijo de Raúl. Rhodes representó al gobierno estadounidense en el funeral de Fidel Castro en 2016. Rhodes ha sido crítico del enfoque de la administración de Trump hacia Cuba.
Rhodes aparece en el documental de HBO The Final Year, junto con John Kerry, Samantha Power y Susan Rice. El documental retrata los acontecimientos del último año de Obama en el cargo, con un énfasis en su equipo de política exterior.

## Primeros años y educación
Rhodes nació el 14 de noviembre de 1977, en el barrio Upper East Side de Manhattan. Es hijo de un Padre Episcopal de Texas y una madre judía de New York. Él acudió a la Collegiate School, graduándose en 1996. Rhodes entonces acudió a la Universidad Rice, graduándose Phi Beta Kappa en 2000 con especialidades en inglés y ciencia política. Él luego volvió a New York, acudiendo a la Universidad de Nueva York y graduándose en 2002 con un MFA en escritura creativa.